# Moeraki Boulders

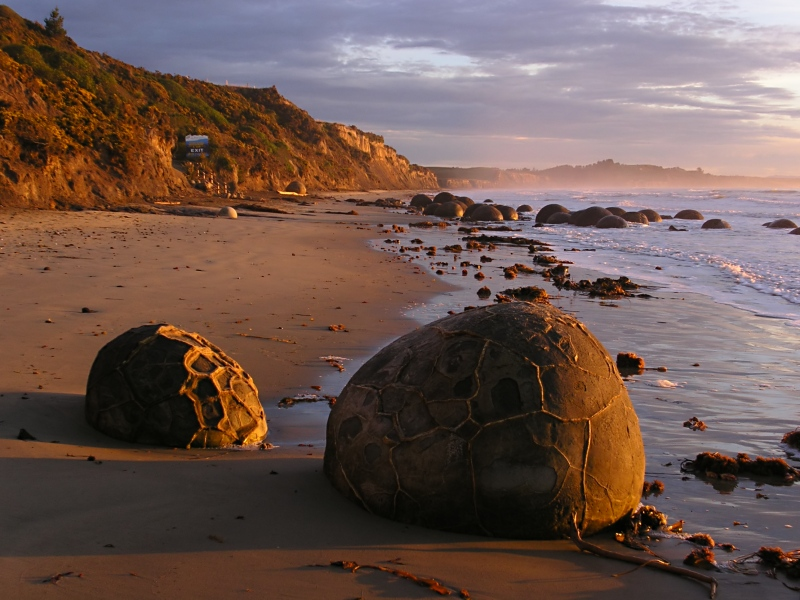
Einige der Moeraki Boulders bei Sonnenaufgang.

Die Moeraki Boulders (Maori: Kaihinaki) sind eine Anzahl ungewöhnlich großer kugelförmiger Konkretionen an der Koekohe Beach an der Küste von Otago auf der Südinsel Neuseelands zwischen Moeraki und Hampden. Die grau gefärbten Septarien liegen einzeln oder in Gruppen an der Küste. Die Erosion des hier an der Küste anstehenden Schluffsteins durch die Wellen legt regelmäßig weitere Kugeln frei.
Nach Legenden ortsansässiger Māori sind die Boulders Reste von Aalkörben, Flaschenkürbissen und Süßkartoffeln, die von dem Wrack des legendären Kanus Arai-te-uru an die Küste gespült wurden. Nach diesen Legenden sind die Klippen, die sich vom Shag Point ins Meer erstrecken, der versteinerte Rest des Bootskörpers und ein nahe gelegener Felsvorsprung der Körper des Kapitäns. 1848 zeichnete W.B.D. Mantell die Küste und die damals noch zahlreicheren Steine. Dieses Bild befindet sich in der Alexander Turnbull Library in Wellington. Die Boulders wurden bereits 1850 in Berichten der Kolonialverwaltung erwähnt und wurden in neuerer Zeit eine touristische Sehenswürdigkeit.

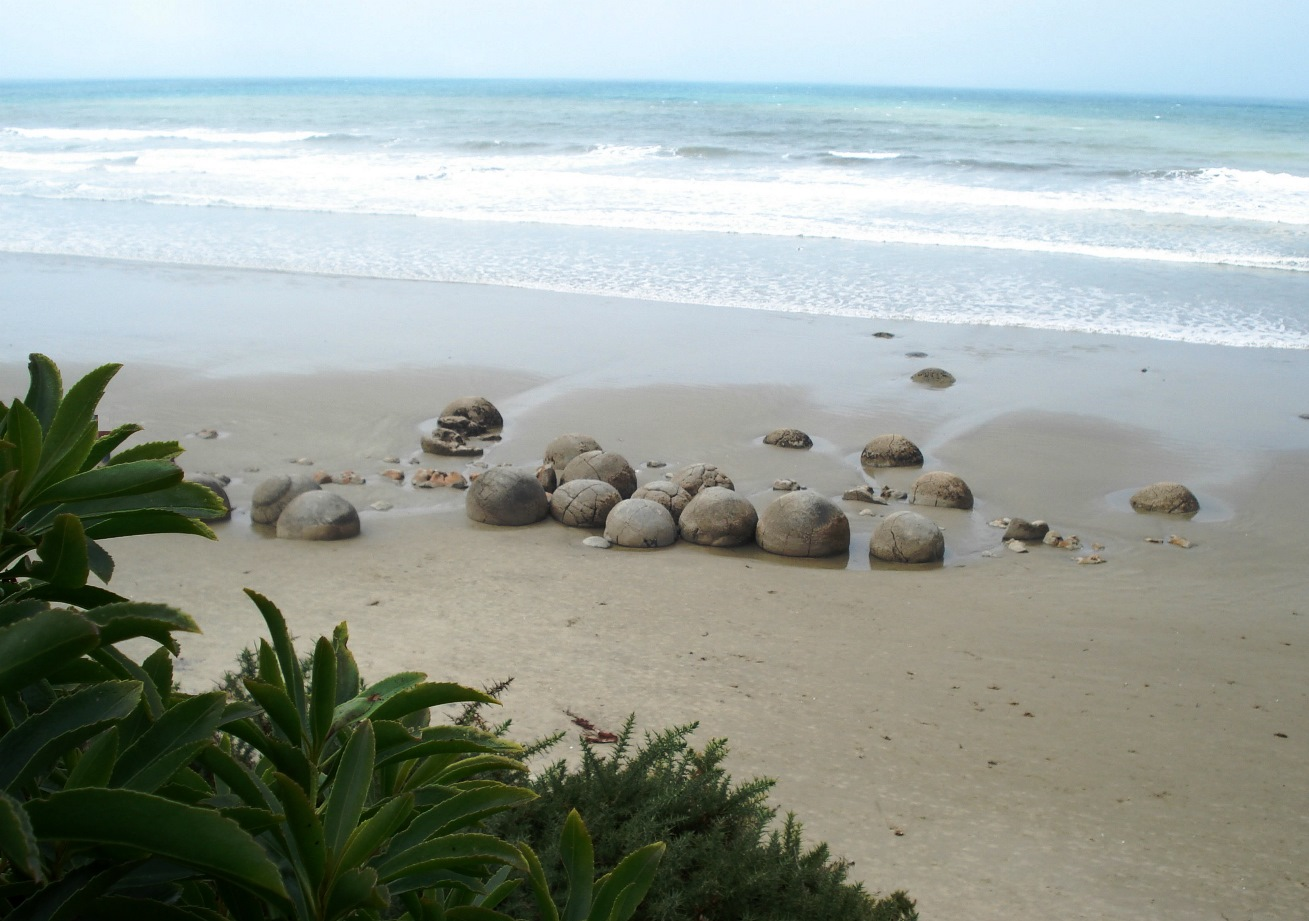
Eine Gruppe der Moeraki Boulders am Strand – von der Steilküste aus gesehen

## Beschaffenheit

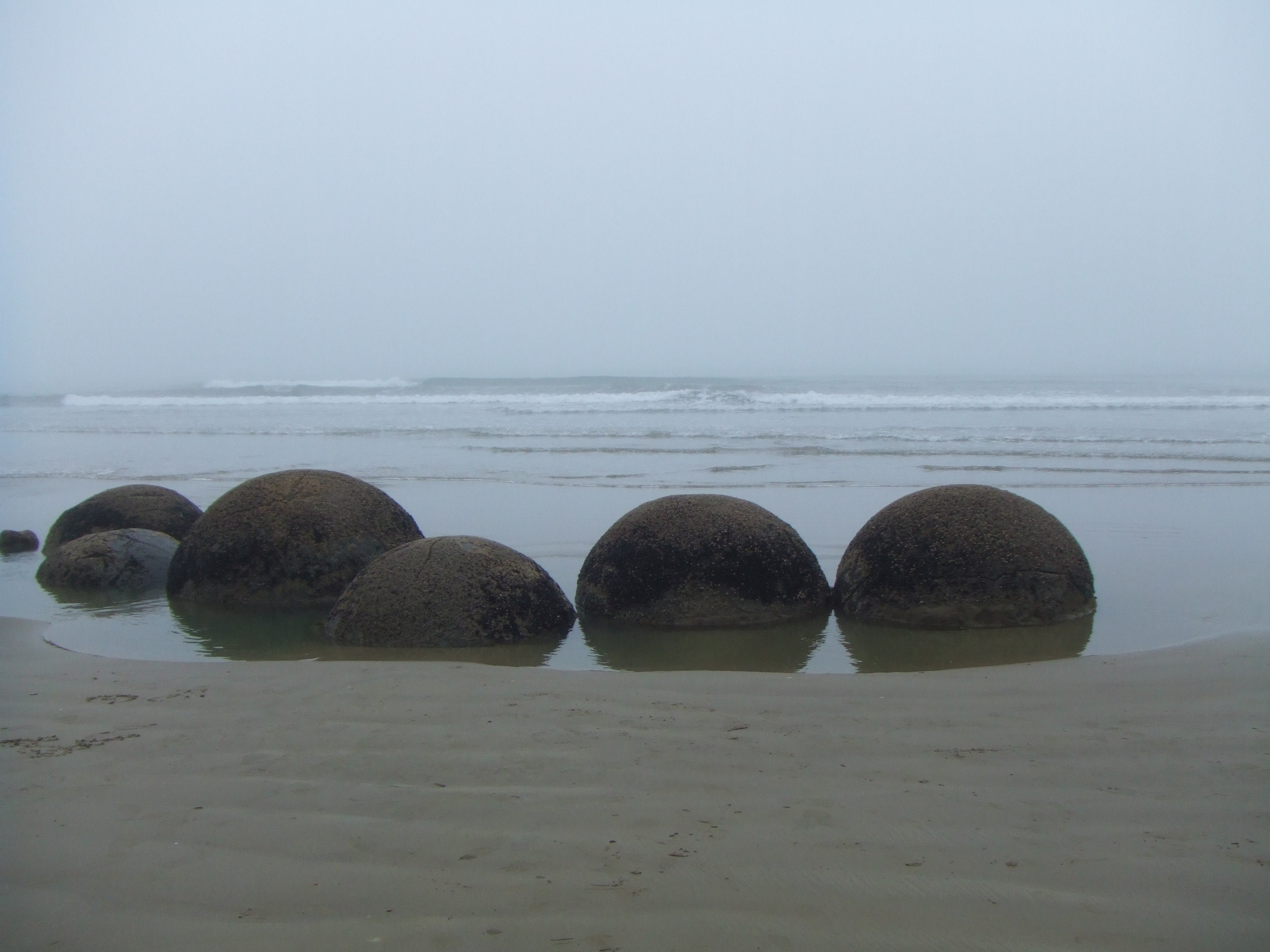
Eine Gruppe kugelförmiger Boulders

Das wichtigste Merkmal der Konkretionen ist ihre ungewöhnliche Größe und ihre Kugelform. Die Steine unterteilen sich hinsichtlich ihrer Größe deutlich in zwei Gruppen: etwa ein Drittel hat 0,5 bis 1 Meter Durchmesser, die restlichen zwei Drittel 1,5 bis 2,2 Meter. Die Mehrzahl ist nahezu perfekt kugelförmig, einige wenige parallel zur Schichtung des Schluffsteins, der sie einst umgab, oval geformt.
Nahezu identische Steine finden sich als „Koutu Boulders“ am Strand, in den Klippen und weiter landeinwärts unter der Erdoberfläche an der Küste des Hokianga Harbour an der Nordinsel zwischen Koutu Point und Kauwhare Point. Sie können bis 3 m im Durchmesser erreichen.

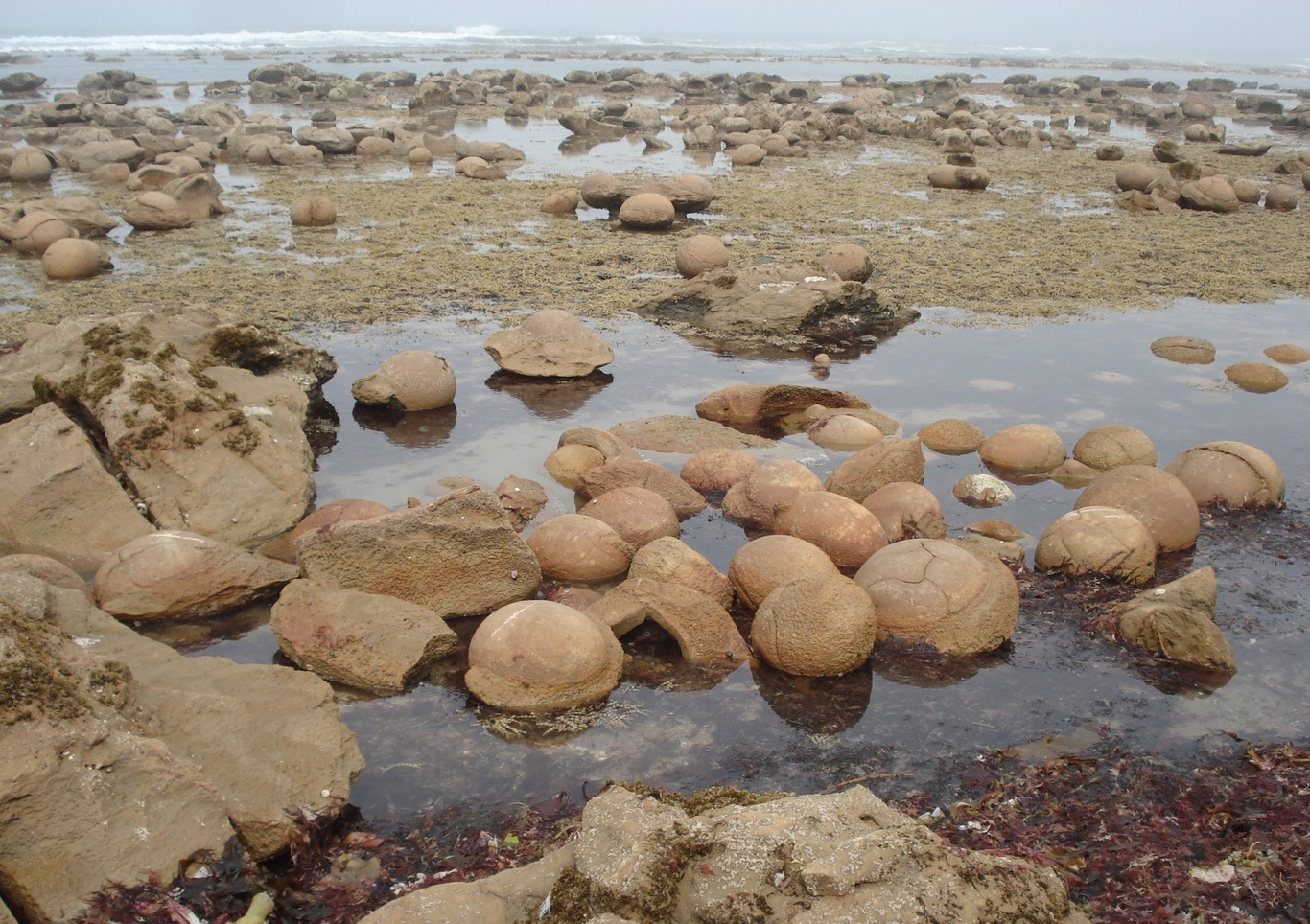
Die ähnlichen Katiki Boulders am Shag Point (ca. 11 km südlich der Moeraki Boulders)

Ähnliche Kugeln sind als „Katiki Boulders“ auch an der nach Norden gerichteten Küste von Shag Point etwa 12 Meilen südlich vom Standort der Moeraki Boulders bekannt. Diese sind teilweise kugelig, teils scheibenförmig oder oval und enthalten im Gegensatz zu den Moeraki Boulders teilweise Knochen von Mosasaurieren und Plesiosaurieren. Ähnliche große kugelförmige Konkretionen wurden auch anderswo in der Welt gefunden. So wurden bis zu 3 m große Kugeln entlang des Cannonball River im Morton County und Sioux Countie in North Dakota gefunden. 4 bis 6 m Durchmesser erreichen sie an Sandstein-Aufschlüssen in der Frontier Formation im nordöstlichen Utah und zentralen Wyoming. Etwas verwitterte, bis zu 6 m große Kugeln befinden sich bei Rock City im Ottawa County in Kansas. Kleinere kugelförmige Konkretionen treten am Ufer des Huronsees bei Kettle Point in Ontario auf, wo sie als „Kessel“ („kettles“) bezeichnet werden.

## Zusammensetzung

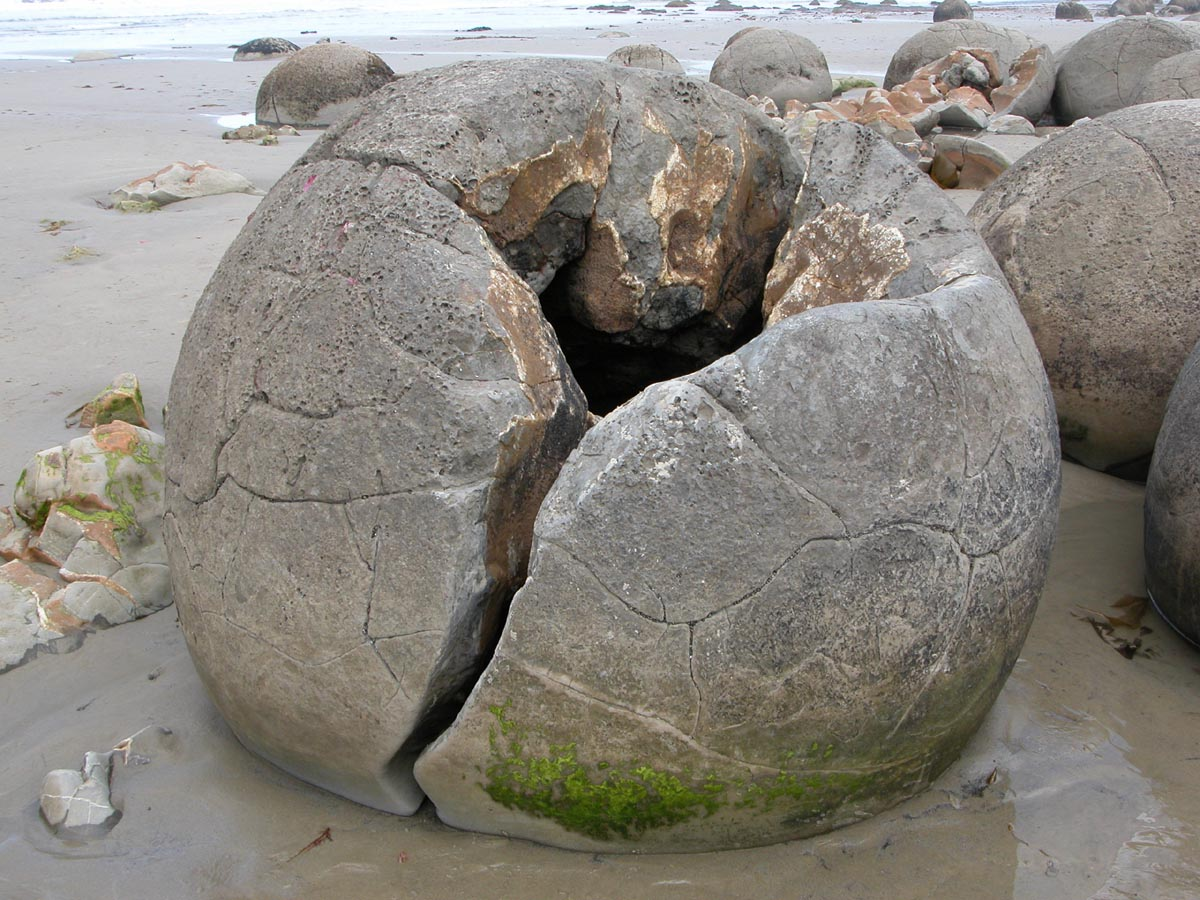
Ein aufgebrochener Boulder

Analysen unter Verwendung von optischen Verfahren, Kristallstrukturanalyse und Elektronenstrahlmikroanalyse stellten fest, dass die Kugeln aus Schlamm, feinem Lehm und Ton bestehen, die von Calcit zusammengekittet werden. Der Grad der Kalzinierung reicht von relativ gering im Inneren der Kugeln bis zu ziemlich stark in der Außenschale, die zu 10 bis 20 % aus Calcit besteht, da er hier Lehm und Ton nicht nur zusammenhält, sondern diese teilweise ersetzt hat.
Dieses Grundgestein ist von großen Rissen oder „Septarien“ durchzogen, die von einem mit skalenoedrischen Calcitkristallen ausgekleideten hohlen Inneren ausstrahlen. Der Prozess, der die Septarien in den Moearaki Boulders und anderen ähnlichen Konkretionen erzeugt hat, ist bislang nicht abschließend geklärt. Die Risse führen radial nach außen und werden dabei schmaler. Sie sind meist mit einer früher entstandenen äußeren Schicht aus braunem Calcit und einer später entstandenen Schicht gelbem Calcit-Spat, der die Risse oft vollständig füllt, ausgekleidet. Bei einigen wenigen der Moeraki Boulders bedeckt eine sehr dünne Innenschicht aus Dolomit und Quarz den gelben Calcit-Spat.
Die Zusammensetzung und die Septarien der Moeraki Boulders ist typisch für andere Septarien-Konkretionen die in Aufschlüssen von Sedimentgesteinen in Neuseeland und anderswo gefunden wurden. Pearson und Nelson beschrieben 2005 und 2006 detailliert das Vorkommen kleinerer, sonst aber identischer Konkretionen in Neuseeland, aber auch im Kimmeridge Clay und Oxford Clay in England und anderen Orten weltweit.

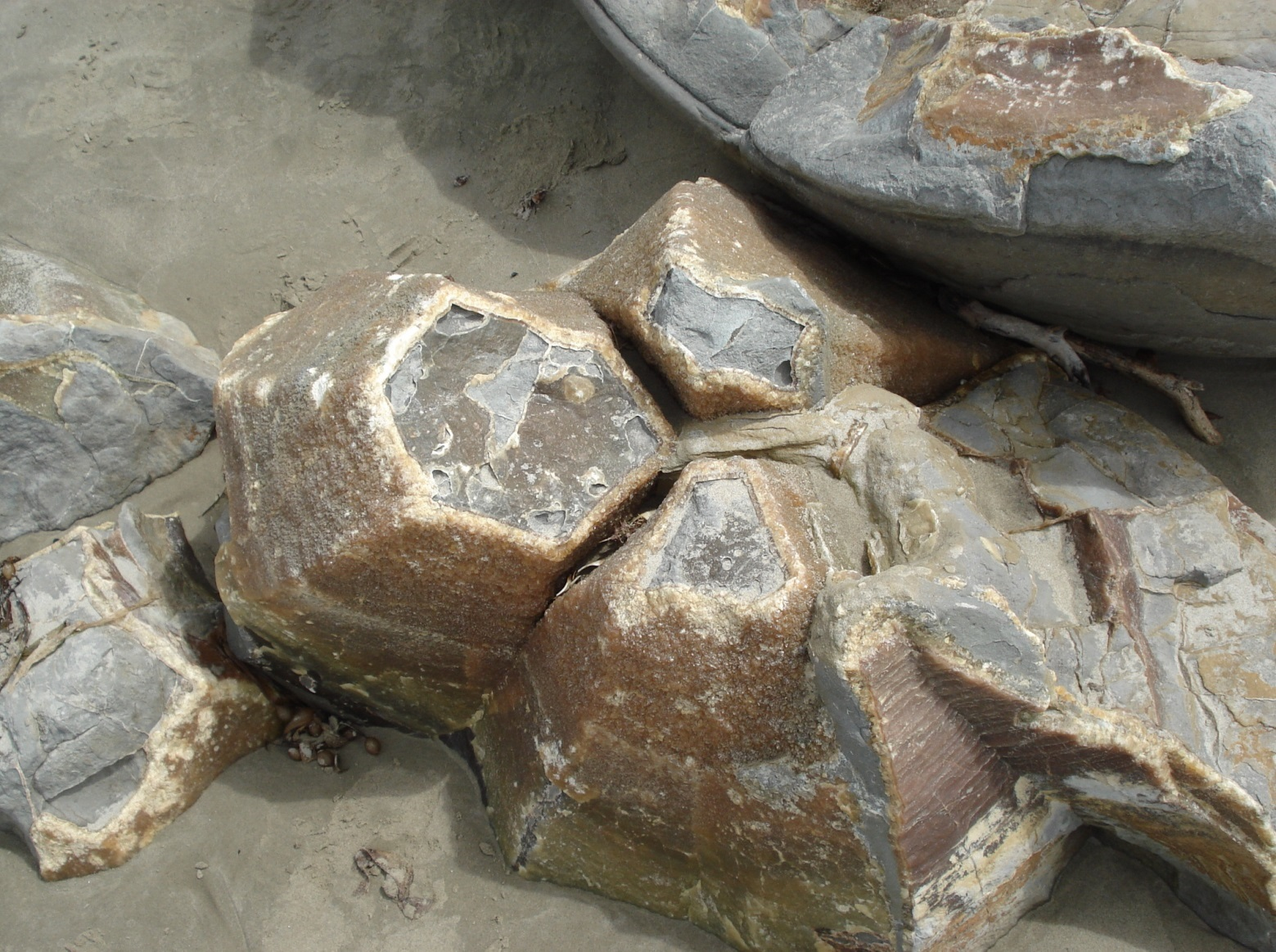
Kantige Bruchstücke eines Boulders – mit Calcit-Oberfläche

## Herkunft

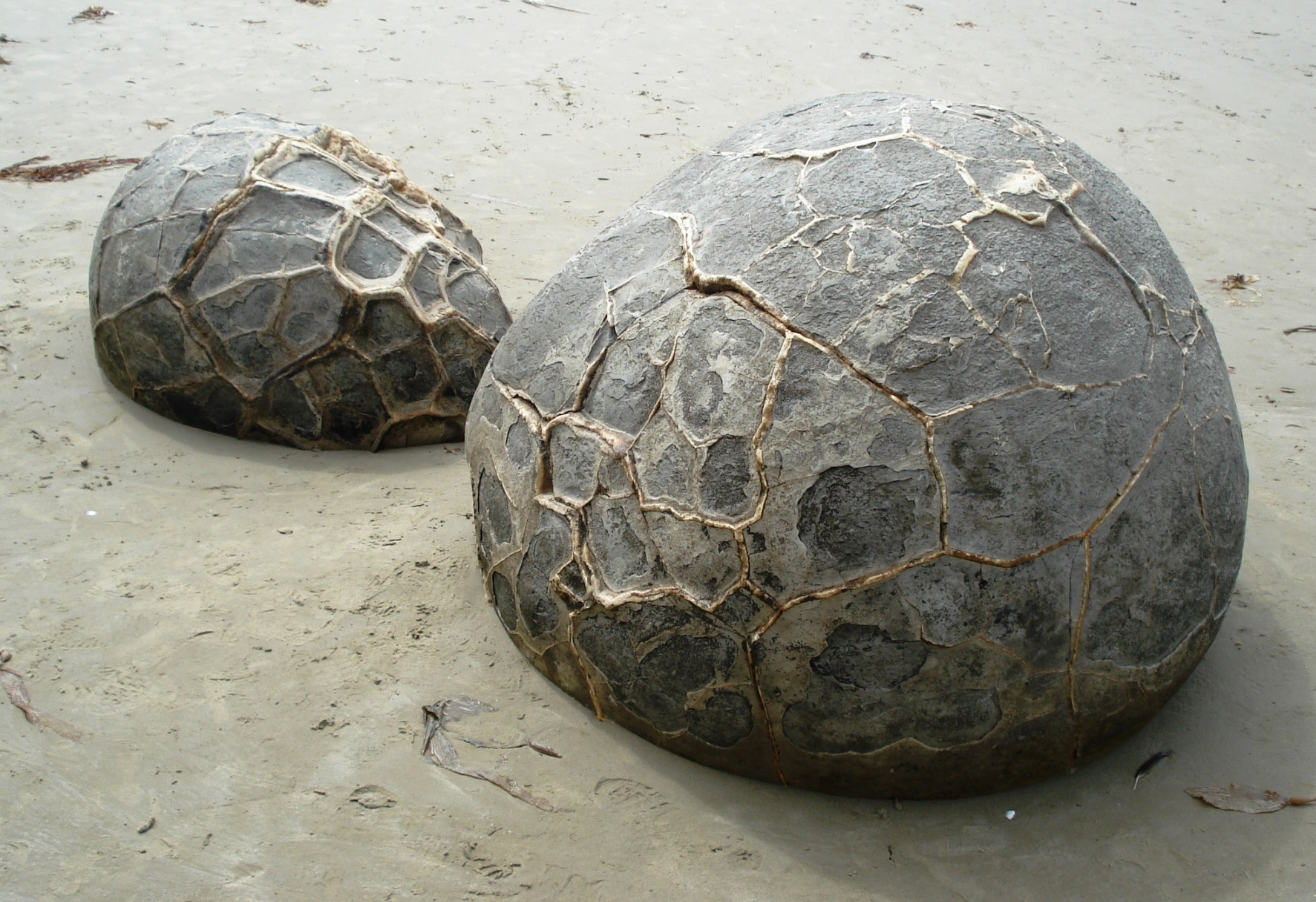
Moeraki Boulders mit herausgewaschenen Calcit-Adern

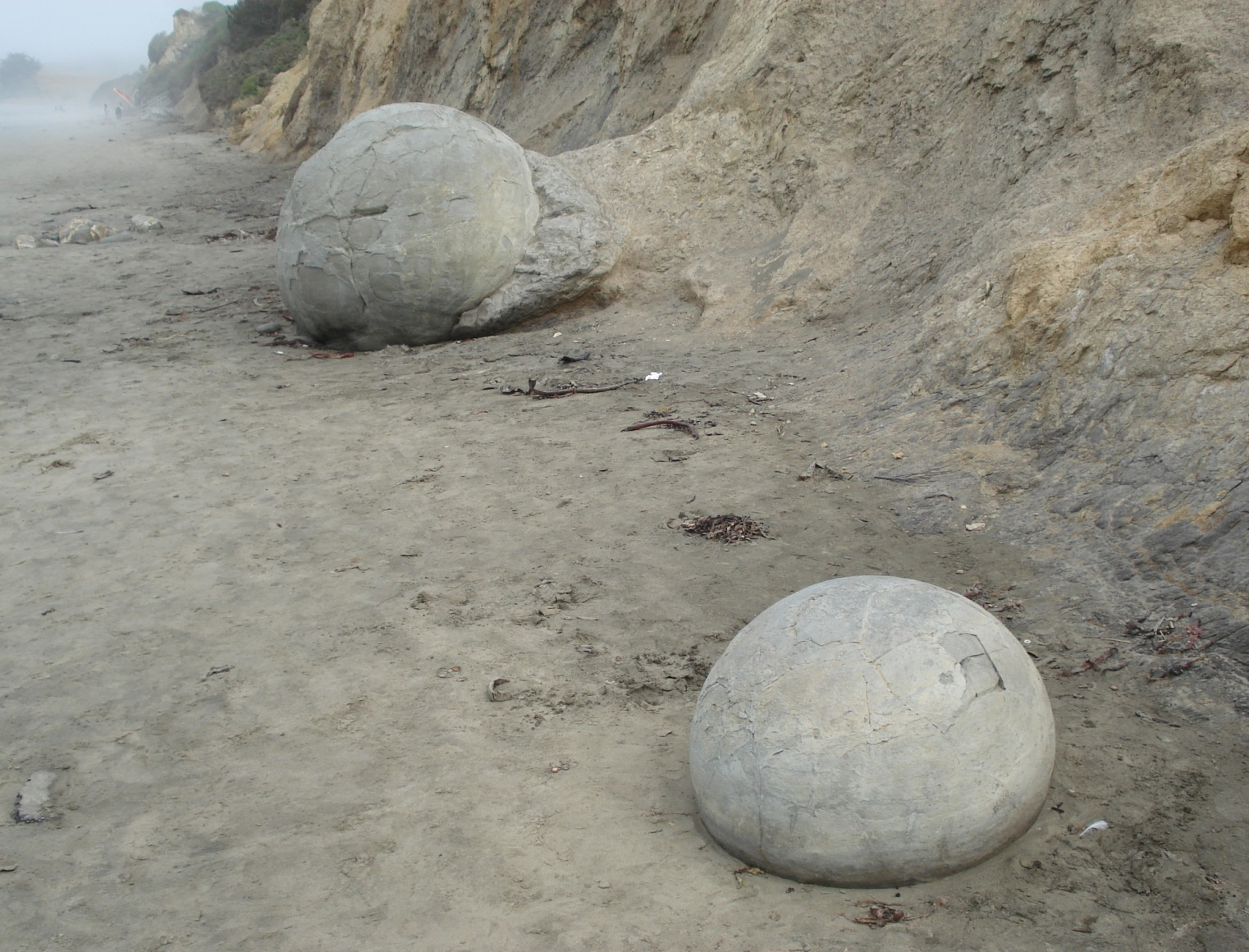
Neu freierodierte Boulders direkt an der Steilküste

Die Moeraki Boulders entstanden durch Zementation durch Calcit aus Porenwasser aus paläozänen Sedimenten, aus denen sie später durch Erosion freigelegt wurden. Die Kugelform zeigt, dass die Kugeln durch Diffusion des Calciums und nicht durch eine fließende Flüssigkeit erzeugt wurden. Untersuchungen zum Magnesium- und Eisengehalt und der Isotopenverteilung von Sauerstoff und Kohlenstoff im Calcit-Zement und dem Spat zeigten, dass sich der Körper der Kugeln in Meeresschlamm nahe der Oberfläche des paläozänen Meeresgrundes bildete. Die Isotopenverteilung wurde auch für die Theorie herangezogen, dass die Reduktion von Sulfat durch Bakterien in salzhaltigen Porenwässern den Niederschlag von Calcit verursachte, der die Bildung der Boulders zur Folge hatte. Die Entstehungszeit der großen 2-Meter-Boulders wird auf eine Zeit von 4 bis 5,5 Millionen Jahre geschätzt, während denen sich 10 bis 50 Meter Schlamm über ihnen sammelte. Nach der Bildung der Kugeln entstanden Risse, die nach einem Sinken des Meeresspiegels durch Grundwasser mit Calcit und selten auch Dolomit und Quarz aufgefüllt werden.

## Sonstiges

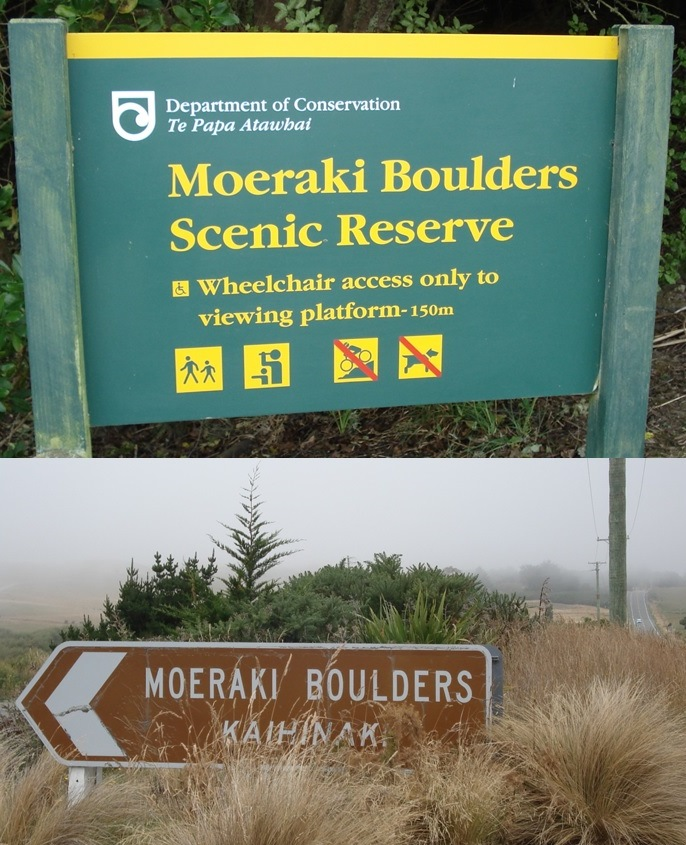
Schild „Scenic Reserve“ & Hinweisschild „Moeraki Boulders / Kaihinaki“

Der Strand mit den Moeraki Boulders ist als Landschaftsschutzgebiet geschützt.